# Ключ 147
Ключ 147 (трад. 見, упр. 见) — ключ Канси со значением «видеть»; один из 20, состоящих из семи штрихов.
В словаре Канси есть 161 символов (из 49 030), которые можно найти c этим радикалом.

## История
Древняя идеограмма изображает глаз и человечка под ним. Получившаяся идеограмма означает «видеть, смотреть».
В современном языке иероглиф используется в значениях: «видеть, быть зрячим, показываться, появляться, иметься в наличии, быть на месте, быть на виду» и др.
Это сильный ключевой знак.

Вид в Цзягувэнь
Вид в большой печати Чжуаньшу
Вид в малой печати Чжуаньшу

В словарях находится под номером 147.

## Примеры иероглифов
| Доп. штрихи | Традиционные                  | Упрощенные |
| ----------- | ----------------------------- | ---------- |
| 0           | 見                            | 见         |
| 2           | 覌 覙                         | 观         |
| 3           | 䙷 䙸 覍 覎                   | 觃         |
| 4           | 䙹 䙺 䙻 規 覐 覑 覒 覓 覔 視 | 规 觅 视   |
| 5           | 䙼 䙽 䙾 䙿 覕 覗 覘 覚       | 觇 览 觉   |
| 6           | 䚀 䚁 覛 覜                   | 觊         |
| 7           | 䚂 䚃 覝 覞 覟 覠 覡          | 觋         |
| 8           | 䚄 䚅 覢 覣 覤 覥             | 觌 觍      |
| 9           | 䚆 䚇 䚈 䚉 覦 覧 覨 覩 親    | 觎         |
| 10          | 䚊 䚋 䚌 覫 覬 覭 覮 覯       | 觏         |
| 11          | 䚍 䚎 覰 覱 覲 観             | 觐 觑      |
| 12          | 䚏 䚐 䚑 䚒 䚓 覴 覵 覶 覷 覸 |            |
| 13          | 覹 覺 覻                      |            |
| 14          | 䚔 覼 覽                      |            |
| 15          | 覾 覿                         |            |
| 18          | 觀                            |            |
| 19          | 䚕                            |            |
| 24          | 䚖                            |            |

- Примечание: Ваш браузер может отображать иероглифы неправильно.